# Numisia (cràter)
Numisia és un cràter amb coordenades planetocèntriques de -4.22 ° de latitud nord i 40.64 ° de longitud est, sobre la superfície de l'asteroide del cinturó principal (4) Vesta. Fa 29.94 km de diàmetre. El nom adoptat com a oficial per la UAI el 30 de setembre de 2011. fa referència a una verge vestal romana.